# Østerhåb Kirke
Østerhåb Kirke er en kirke i Horsens Kommune indviet 2011. Den ligger i et parcelhuskvarter i udkanten af Horsens.